# HD 145647
HD 145647，又名BD+17 2982，SAO 101994、HR 6035，是一颗恒星，视星等为6.08，位于銀經30.94，銀緯42.74，其B1900.0坐标为赤經16h 6m 57s，赤緯+16° 42.74′ 28″。